# 伊場遺跡
伊場遺跡（いばいせき）または伊場遺跡群（いばいせきぐん）は、静岡県浜松市中央区伊場にある弥生時代から平安時代にかけての複合遺跡。浜松駅西方の、遠州灘沿岸低地に複数形成された砂丘列上に位置する低湿地遺跡である。出土品は国の重要文化財への指定が答申されている（官報告示を経て正式指定となる）。

## 沿革
1949年（昭和24年）2月、先の太平洋戦争中に連合国軍の艦砲射撃によって出来た大穴から弥生土器が出土し、遺跡があることが判明、同年4月から國學院大学考古学研究室による発掘調査が行われた。弥生時代の環濠集落のほか、古代敷知郡の郡衙および栗原駅家跡と見られる遺構・遺物が発見された。1954年（昭和29年）に県指定史跡に指定されたが1973年（昭和48年）に指定解除された。このため1974年（昭和49年）には指定解除の取消を求めた行政訴訟「伊場遺跡訴訟」を引き起こしたが、指定解除は覆らなかった。

## 弥生環濠集落

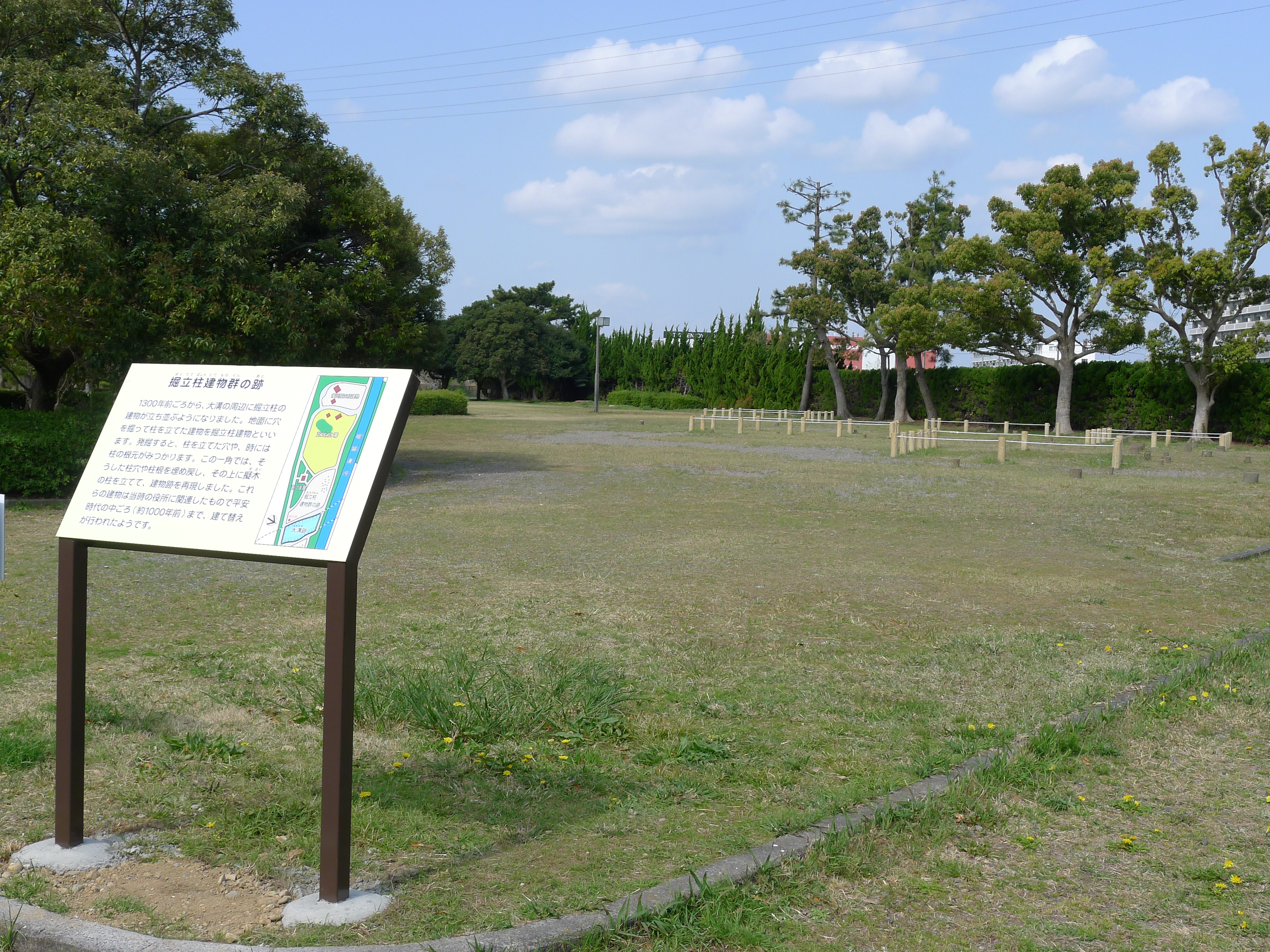
掘立柱建物群の跡

1986年（昭和61年）までに計14次の調査が行われ、その結果3重の堀に囲まれた環濠集落と、その内部の平地建物（掘立柱建物）跡、墓などの遺構が検出された。遺物として弥生時代後期前半の弥生土器や木製農具、銅釧、小銅鐸、銅鏃、さらに全国的に非常に出土例の少ない木製短甲（鎧）も出土した。弥生土器は西遠江の弥生時代後期前半の指標として「伊場式土器」と呼ばれ、標式遺跡となった。
弥生環濠集落の西側では、鍛冶遺構を伴う古墳時代集落や、奈良時代の掘立柱建物群が検出された。また「伊場大溝」と呼ばれる巨大な河川の流路跡が検出された。

## 伊場遺跡群と古代官衙

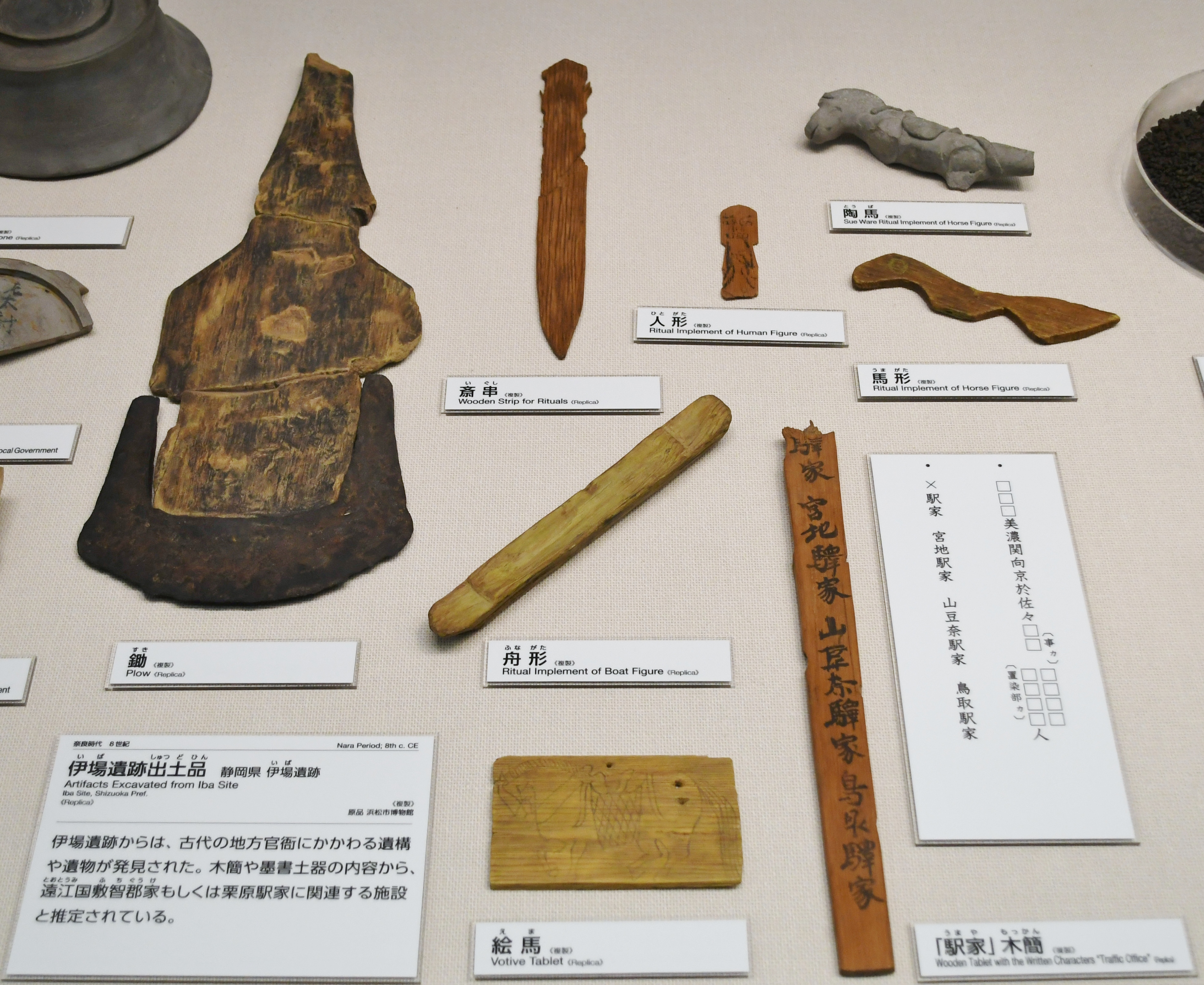
出土品（複製）国立歴史民俗博物館展示。

伊場遺跡の周囲2キロメートル四方には、梶子遺跡・梶子北遺跡・城山遺跡・鳥居松遺跡・中村遺跡・九反田遺跡・三永遺跡がひろがっており、それぞれ数次の発掘調査が行われている。伊場遺跡を含めたこれら8遺跡は伊場遺跡群と総称され、調査の進展により、奈良時代から平安時代初期にかけての地方官衙である、敷知郡衙（郡家）と栗原駅家跡であることが解ってきた。
前述の「伊場大溝」は、遺跡群内を蛇行しながら流れており、流路内やその周辺から大量の奈良・平安時代の遺物が出土し、その中には紀年銘資料の木簡も含まれていた。最初に発見された木簡は1970年（昭和45年）10月の伊場遺跡第3次調査で発見されたもので、「乙未年」（695年：7世紀末）の銘があった。発見当時、地方官衙から大宝令施行（701年：8世紀初頭）以前の木簡が出土するとは考えられていなかったため、にわかには信じられず議論を呼んだ。
他に「己亥年五月十九日渕評竹田里人」（文武天皇3年、699年）と記されたものがある。「評」は「コオリ」と読み、7世紀中葉の孝徳朝頃から8世紀初頭の大宝令施行（701年）に至るまで実施され、大宝令施行後に「郡」となった地方行政単位で、評督（ひょうのかみ）・評助督（ひょうのすけ）が置かれた。「渕評」は「フチノコオリ」と読め、後の敷知郡にあたる。2018年（平成30年）現在、確認されている最古のものは梶子遺跡出土の「己卯年」（679年）銘、最新のものは伊場遺跡出土の「延長2年」（924年）銘という。
木簡のほか、土師器や須恵器、瓷器（灰釉陶器・緑釉陶器）が出土している。それらの中には墨書土器があり、「布知厨」（郡衙の給食施設）や「少毅殿」（軍団の次官）・「栗原駅長」（駅家の長官）等の墨書があった。他に、稲籾を模したとみられる絵の内側に「稲万呂」という人物名を墨書した須恵器が存在する。これは伊場遺跡・梶子遺跡・城山遺跡・鳥居松遺跡から計19点出土しており、鳥居松遺跡で特に多く12点出土している。稲万呂がいかなる人物かは不明であるが、「上殿」と書かれた須恵器も出土しており、郡衙関係者の中でも有力者であったと考えられている。
須恵器は静岡県湖西市の湖西窯産が大半を占め、瓷器では愛知県の猿投窯産が多かった。これらは紀年銘のある木簡や、鋳造年代の明らかな銭貨と共伴出土したことにより、絶対年代の根拠が得られ、湖西産須恵器の編年が構築され、またそれまで10世紀代と考えられていた灰釉陶器の出現時期が9世紀前半に遡ることがわかり、瓷器の編年も見直された。
遺構では、梶子北遺跡から平安時代前半（10世紀前半）に位置付けられるコの字形に整然と並んだ掘立柱建物跡が検出され、当時期の郡庁跡と推定された。奈良時代の郡庁遺構は見つかっていないが、城山遺跡から木簡の削り屑や唐三彩の陶枕、銅製壺鐙などの特殊な遺物が出土したことから、当遺跡内が有力視されている。

## 現在

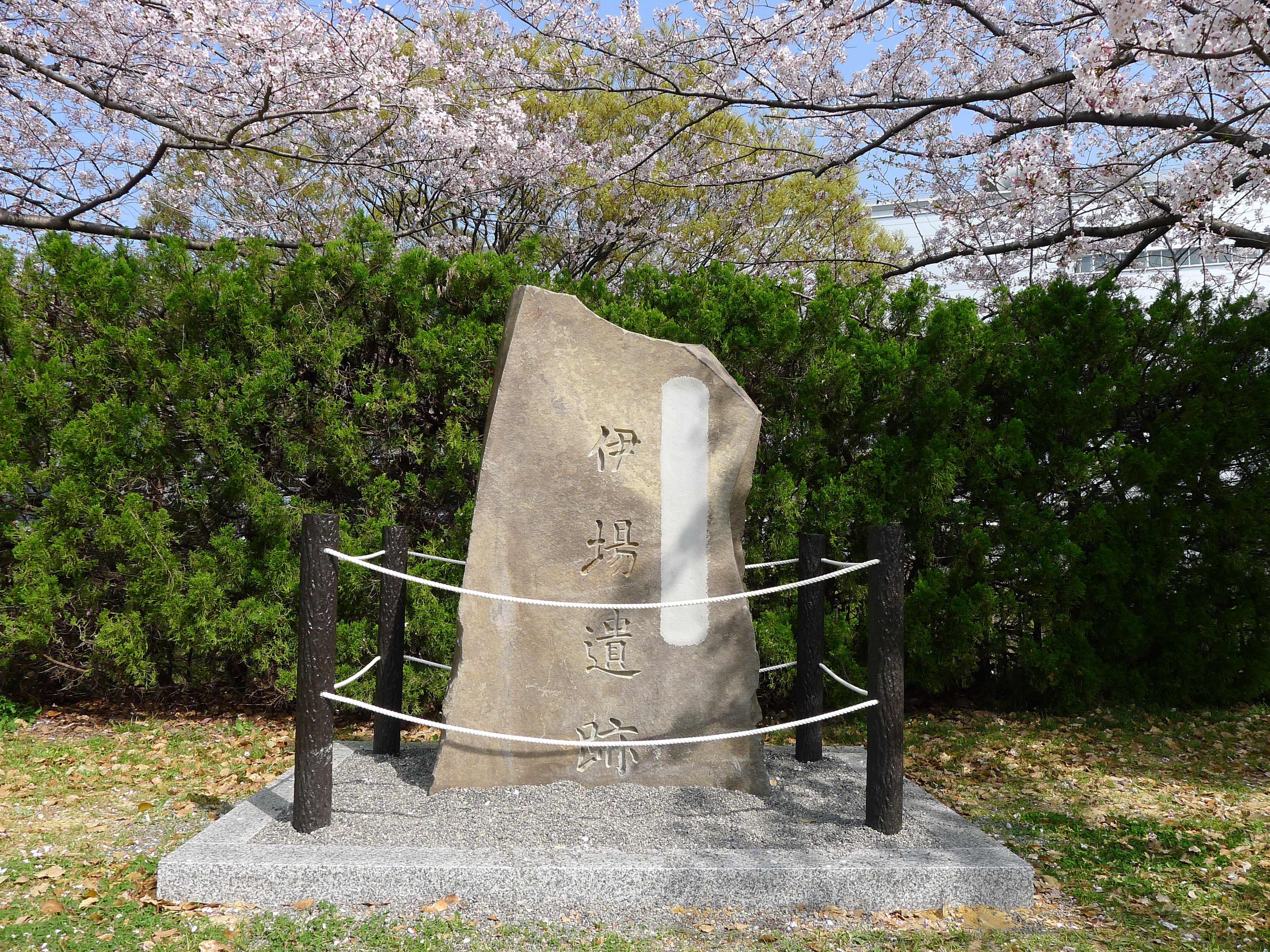
伊場遺跡の石碑。右上部分が塗りつぶされている。

弥生時代後期の環濠集落のほか、飛鳥時代末（7世紀末）から平安時代前期（10世紀前半）にかけて存続した古代官衙跡を内包する大遺跡でありながら、過去に史跡指定を解除された経緯はあるものの、一部は浜松市により「伊場遺跡公園」として整備・公開されている。なお1975年（昭和50年）に開館した展示施設「伊場遺跡資料館」は、施設老朽化と平成の大合併にからむ統廃合により2010年（平成22年）に閉館。2013年（平成25年）に解体され、収蔵資料は浜松市博物館に引き継がれた。

## 文化財
出土木簡と墨書土器の計1073点が、2002年（平成14年）に静岡県の有形文化財（考古資料）に指定された。

## アクセス
- 浜松駅バスターミナル5のりばより、20志都呂宇布見線「宇布見　山崎行き」「イオン志都呂　舞阪駅行き」に乗車し、「伊場遺跡入口」バス停下車。